# رينان باولينو دي سوزا
رينان باولينو دي سوزا هو لاعب كرة قدم برازيلي في مركز الوسط، ولد في 15 فبراير 1995 في ساو باولو في البرازيل. لعب مع أتلتيكو باراناينسي وجمعية بورتوغيزا الرياضية ونادي فيروفياريا.

## وصلات خارجية
- رينان باولينو دي سوزا على موقع قاعدة بيانات كرة القدم.إي يو (الإنجليزية)
- رينان باولينو دي سوزا على موقع Soccerway.com (الإنجليزية)